# Tukaphora sinalca
Tukaphora sinalca är en insektsart som beskrevs av Matsumura 1942. Tukaphora sinalca ingår i släktet Tukaphora och familjen spottstritar. Inga underarter finns listade i Catalogue of Life.